# Chimes of Freedom
Pour l’article homonyme, voir Chimes of Freedom: Songs of Bob Dylan Honoring 50 Years of Amnesty International.
Pistes de Another Side of Bob Dylan
Spanish Harlem Incident I Shall Be Free No. 10
Chimes of Freedom est une chanson de Bob Dylan parue en 1964 sur l'album Another Side of Bob Dylan et reprise par de nombreux artistes, parmi lesquels Joan Baez, The Byrds, Bruce Springsteen, Jefferson Starship et Youssou Ndour.

## Version originale

### Écriture et enregistrement
Chimes of Freedom fut écrite début 1964, peu après la sortie de The Times They Are a-Changin', durant un voyage sur les routes des États-Unis entrepris par Dylan avec le chanteur Paul Clayton, le journaliste Pete Karman et le road manager Victor Maimudes. De cette même période date la chanson Mr. Tambourine Man, elle aussi influencée par le symbolisme d'Arthur Rimbaud.
Il existe plusieurs versions de l'histoire concernant le moment où cette chanson fut écrite. Selon l'une d'entre elles, Dylan écrivit la chanson sur une machine à écrire portable, à l'arrière d'une voiture, le lendemain d'une visite rendue aux activistes Bernice Johnson et Cordell Reagon à Atlanta,. Toutefois, une feuille de paroles écrite à la main provenant du Waldorf Astorial Hotel de Toronto, reproduite dans The Bob Dylan Scrapbook 1956-1966, indique que cette histoire ne peut pas être entièrement vraie : Dylan se trouvait à Toronto fin janvier-début février, avant le voyage durant lequel la chanson est censée avoir été écrite. Ainsi, une partie de la chanson a pu être écrite sur la route, mais Dylan avait déjà commencé à travailler dessus auparavant.
Quoi qu'il en soit, la première interprétation en public de Chimes of Freedom eut lieu début 1964, soit au Civic Auditorium de Denver le 15 février, soit au Berkley Community Theater de San Francisco. Durant toute l'année 1964, la chanson joua un rôle important dans les concerts de Dylan, mais il cessa de la jouer à la fin de l'année et ne la reprit qu'en 1987, pour quelques concerts avec le Grateful Dead et Tom Petty and the Heartbreakers,.
La chanson fut enregistrée en studio par Dylan durant les sessions pour Another Side of Bob Dylan, le 9 juin 1964. Il lui fallut sept prises avant d'être satisfait, ce qui est surprenant, étant donné qu'il s'agit de l'une des trois chansons qu'il enregistra ce jour-là qu'il avait déjà interprétée en concert.

### Signification
Les paroles de la chanson expriment les sentiments ressentis à la vision d'un orage. Le chanteur et un ami sont surpris par un orage dans la soirée et se réfugient sous un porche, où ils sont stupéfaits par les éclairs successifs, qui leur évoquent « les carillons de la liberté ».
Dans Chimes of Freedom: The Politics of Bob Dylan's Art, Mike Marqusee remarque que la chanson marque une transition entre l'ancien style des protest songs de Dylan (une litanie des opprimés et des petits dans la seconde moitié de chaque couplet) et son style poétique ultérieur, plus libre (le mélange des images du tonnerre et des cloches dans la première moitié). Dans ce dernier cas, influencée par Rimbaud, la poésie est plus allusive, remplie d'« enchaînements d'images brèves ». Dans cette chanson, plutôt que de soutenir une cause spécifique comme dans ses précédentes protest songs, Dylan se solidarise avec tous les opprimés. Après Chimes of Freedom, les protest songs de Dylan cesseront de représenter la réalité sociale avec le manichéisme auquel il renonce explicitement dans My Back Pages, utilisant plutôt un surréalisme satirique pour atteindre son but.
Au-delà du symbolisme de Rimbaud, la chanson est également influencée par la poésie allitérative de Gerard Manley Hopkins, la vision poétique de William Blake, et le mélange de drame violent et de compassion de William Shakespeare. Dylan avait déjà utilisé le symbole de la pluie dans des chansons antérieures, notamment A Hard Rain's a-Gonna Fall.

## Reprises
Chimes of Freedom a été reprise par, entre autres :
- The Byrds (Mr. Tambourine Man, 1965)
- Bruce Springsteen (Chimes of Freedom, 1988)
- Jefferson Starship (Jefferson's Tree of Liberty, 2008)
- Youssou Ndour
- Axis of Justice (Axis of Justice: Concert Series Volume 1, 2004)